# Marián Dávidík

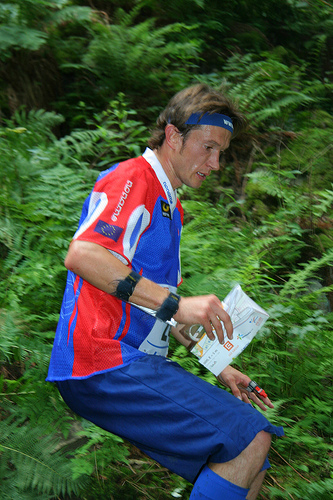
Marián Dávidík, 2008

Marián Dávidík (* 18. November 1977 in Dolný Kubín) ist ein slowakischer Orientierungsläufer.
Dávidík gewann 1996 und 1997 mit der slowakischen Staffel Silber und Bronze bei den Junioren-Weltmeisterschaften. 1997 zudem eine weitere Bronzemedaille auf der langen Strecke hinter dem Schweden Johan Modig und dem Tschechen Vladimir Lucan. Im gleichen Jahr debütierte er auch bei den Weltmeisterschaften der Aktiven im norwegischen Grimstad und wurde dabei 46. auf der Kurzdistanz. Zwei Jahre später in Schottland wurde er WM-14. auf der Langdistanz. Den größten Einzelerfolg hatte Dávidík 2000 in der Ukraine bei den wieder eingeführten Europameisterschaften. Auf der Langdistanz kam er hinter dem Russen Walentin Nowikow auf den zweiten Platz. Einen Tag später wurde er Elfter auf der Kurzdistanz. 2001 erreichte er mit einem zehnten Platz im Sprint seine erste Top-Ten-Platzierung bei Weltmeisterschaften. Weitere folgten 2003 in der Schweiz (6. Platz auf der Mitteldistanz), 2005 in Japan (9. Platz im Sprint) und 2008 in Tschechien (6. Platz auf der Langdistanz). Mit der slowakischen Staffel erreichte er als bestes Resultat einen siebten Platz 2005.
Dávidíks slowakischer Verein ist Kobra Bratislava. International lief er bereits für Modum O-Lag, Halden SK und Tampereen Pyrintö. Mit Halden gewann er 2003 und 2006 die Tiomila in Schweden.

## Platzierungen
| Weltmeisterschaften | Sprint | Mittel | Lang | Staffel |
| ------------------- | ------ | ------ | ---- | ------- |
| 1997 Grimstad       |        | 46.    |      | 14.     |
| 1999 Inverness      |        |        | 14.  | 14.     |
| 2001 Tampere        | 10.    | 49.    | 34.  | 13.     |
| 2003 Rapperswil     | dsq.   | 6.     | n.q. | 8.      |
| 2004 Västerås       | 21.    | 25.    | n.q. | 14.     |
| 2005 Aichi          | 9.     | 11.    | 25.  | 7.      |
| 2006 Aarhus         |        | 20.    | 21.  | 12.     |
| 2007 Kiew           | 26.    | 13.    |      | dsq.    |
| 2008 Olomouc        |        | 27.    | 6.   | 9.      |
| 2009 Miskolc        | n.q.   | 28.    |      |         |
| 2011 Savoie         | 32.    | 35.    |      |         |
| 2012 Lausanne       |        | n.q.   | n.q. | 14.     |

| Europameisterschaften | Sprint | Mittel | Lang | Staffel |
| --------------------- | ------ | ------ | ---- | ------- |
| 2000 Truskawez        |        | 11.    | 2.   |         |
| 2002 Sümeg            |        | 30.    | 10.  | 7.      |
| 2006 Otepää           |        |        | 16.  | 12.     |
| 2010 Primorsko        | 35.    | 21.    |      |         |

| Gesamt-Weltcup | Gesamt-Weltcup |
| -------------- | -------------- |
| 1998           | 59.            |
| 2000           | 20.            |
| 2002           | 24.            |
| 2004           | 69.            |
| 2005           | 17.            |
| 2006           | 43.            |
| 2007           | 55.            |
| 2008           | 63.            |
| 2009           | 87.            |
| 2010           | 83.            |
| 2011           | 85.            |

| World Games   | Sprint | Mittel | Mixed |
| ------------- | ------ | ------ | ----- |
| 2001 Akita    |        | 30.    |       |
| 2005 Duisburg |        | 15.    |       |

| Junioren-WM       | Sprint | Mittel | Lang | Staffel |
| ----------------- | ------ | ------ | ---- | ------- |
| 1995 Horsens      |        | 49.    | 109. | 21.     |
| 1996 Govora       |        | 12.    | 17.  | 2.      |
| 1997 Leopoldsburg |        | 16.    | 3.   | 3.      |